# Ryōgoku Kokugikan
Ryōgoku Kokugikan (jap. 両国国技館) – hala sportowa w Tokio, w dzielnicy Sumida.
Jest to trzeci budynek w Tokio o nazwie kokugikan.
Rosnąca popularność zapasów sumo w okresie Meiji doprowadziła do zbudowania pierwotnego budynku o tej nazwie w dzielnicy Ryōgoku w 1909 roku, według projektu architekta Kingo Tatsuno. Konstrukcja została zniszczona dwukrotnie przez pożary: jeden incydentalny, drugi – w czasie wielkiego trzęsienia ziemi w 1923 roku.
W czasie II wojny światowej hala została przeznaczona na potrzeby armii, jako fabryka amunicji, i turnieje odbywały się na stadionie do baseballa. W 1944 roku hala została zniszczona w wyniku nalotu lotniczego.
W 1945 roku władze okupacyjne zamieniły pierwszy Kokugikan w Memorial Hall, ale uznając sumo za mniej groźny sport niż inne sztuki walki, zezwoliły na zorganizowanie w nim turnieju w listopadzie 1945 roku i rok później, ale w następnych latach – do roku 1954 – walki zapaśników (rikishi) odbywały się na terenie chramu Meiji.
Od 1954 roku turnieje były przeprowadzane w innej hali o nazwie Kuramae Kokugikan w dzielnicy Taitō. W 1985 roku zapaśnicy przeprowadzili się do nowej hali Ryōgoku Kokugikan.
Hala może pomieścić 10–13 tys. widzów w zależności od charakteru imprezy. Głównie jest ona wykorzystywana do turniejów zapaśniczych (honbasho) wielkiego sumo (ō-zumō), które odbywają się tam trzy razy do roku: hatsu-honbasho (noworoczny) w styczniu, natsu-honbasho (letni) w maju, aki-honbasho (jesienny) we wrześniu. Odbywają się tam także inne imprezy kulturalne i sportowe. Wewnątrz budynku znajduje się Muzeum Sumo. Właścicielem hali jest Japońskie Stowarzyszenie Sumo.
Dzielnica Ryōgoku, w której znajduje się hala, jest zorganizowana pod kątem potrzeb zapaśników sumo oraz imprez tam organizowanych. Oprócz „stajni” szkoleniowych (sumō-beya) jest tam wiele restauracji, które serwują „obowiązkową” potrawę dla rikishi o nazwie chanko-nabe. Jest to „gorący garnek” wypełniony bulionem, różnego rodzaju mięsem, tofu i warzywami. Skład potrawy jest ułożony pod kątem pozyskiwania kilogramów.

## Galeria

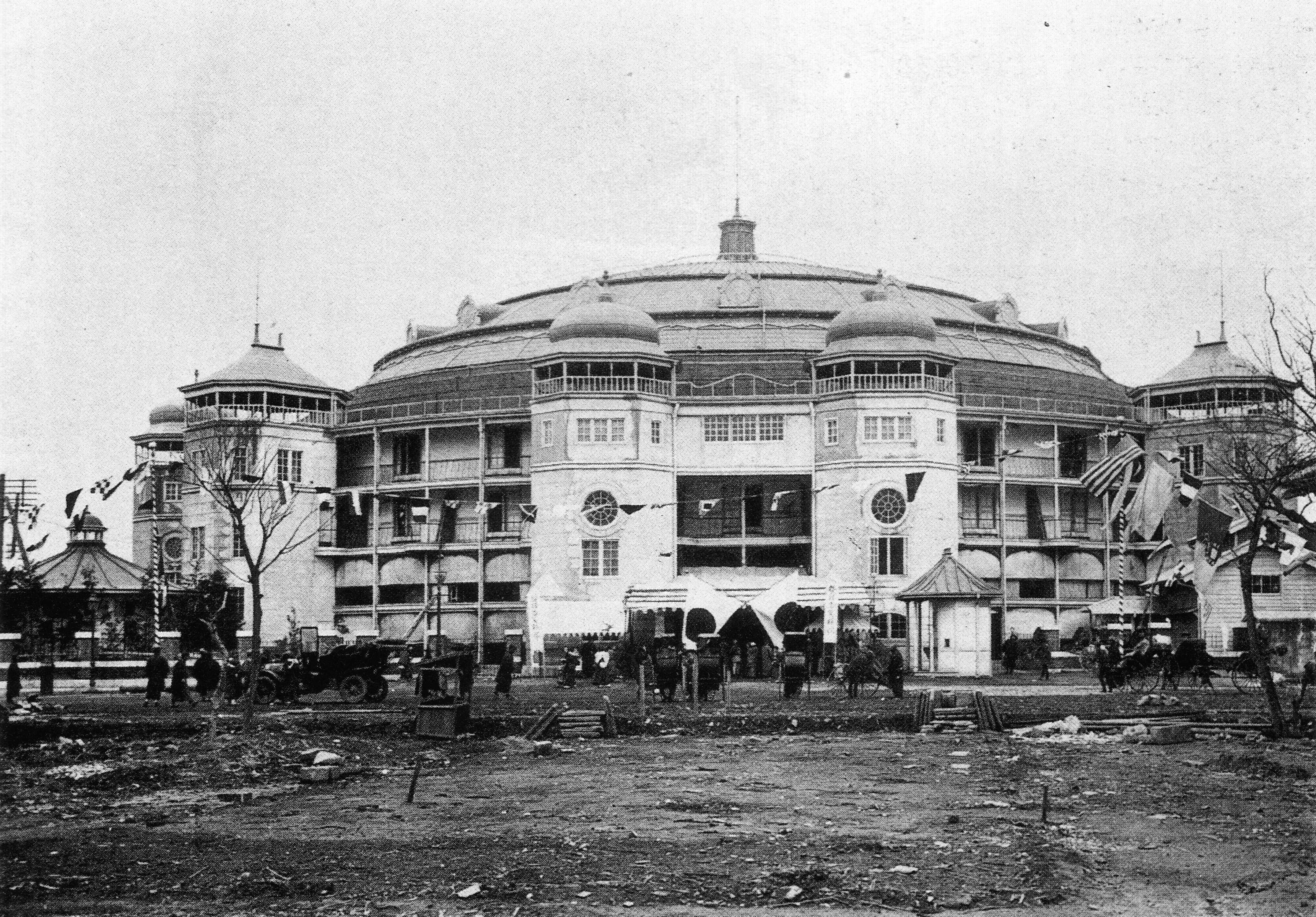
Ryōgoku Kokugikan w 1909 r.
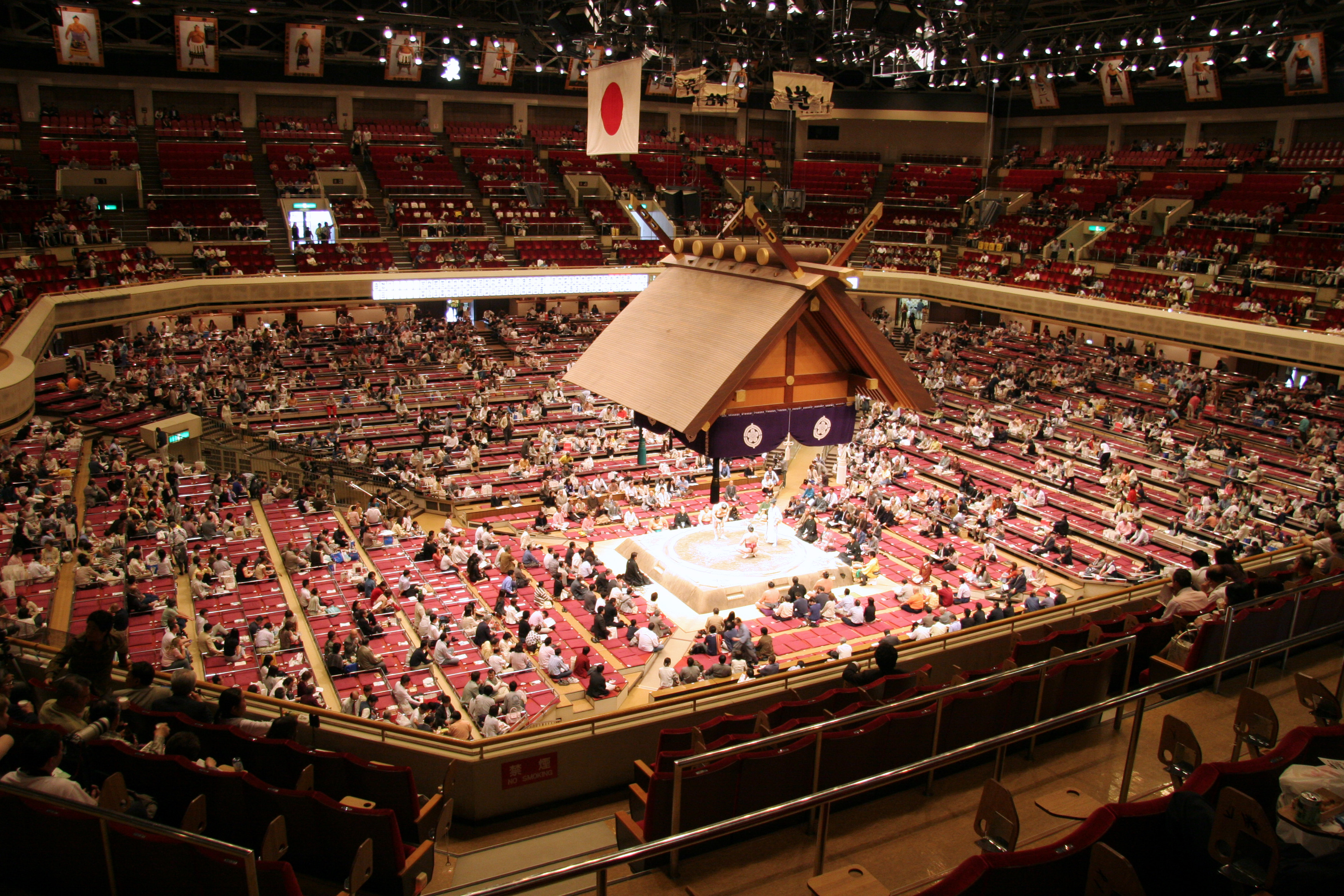
Wnętrze hali w czasie turnieju
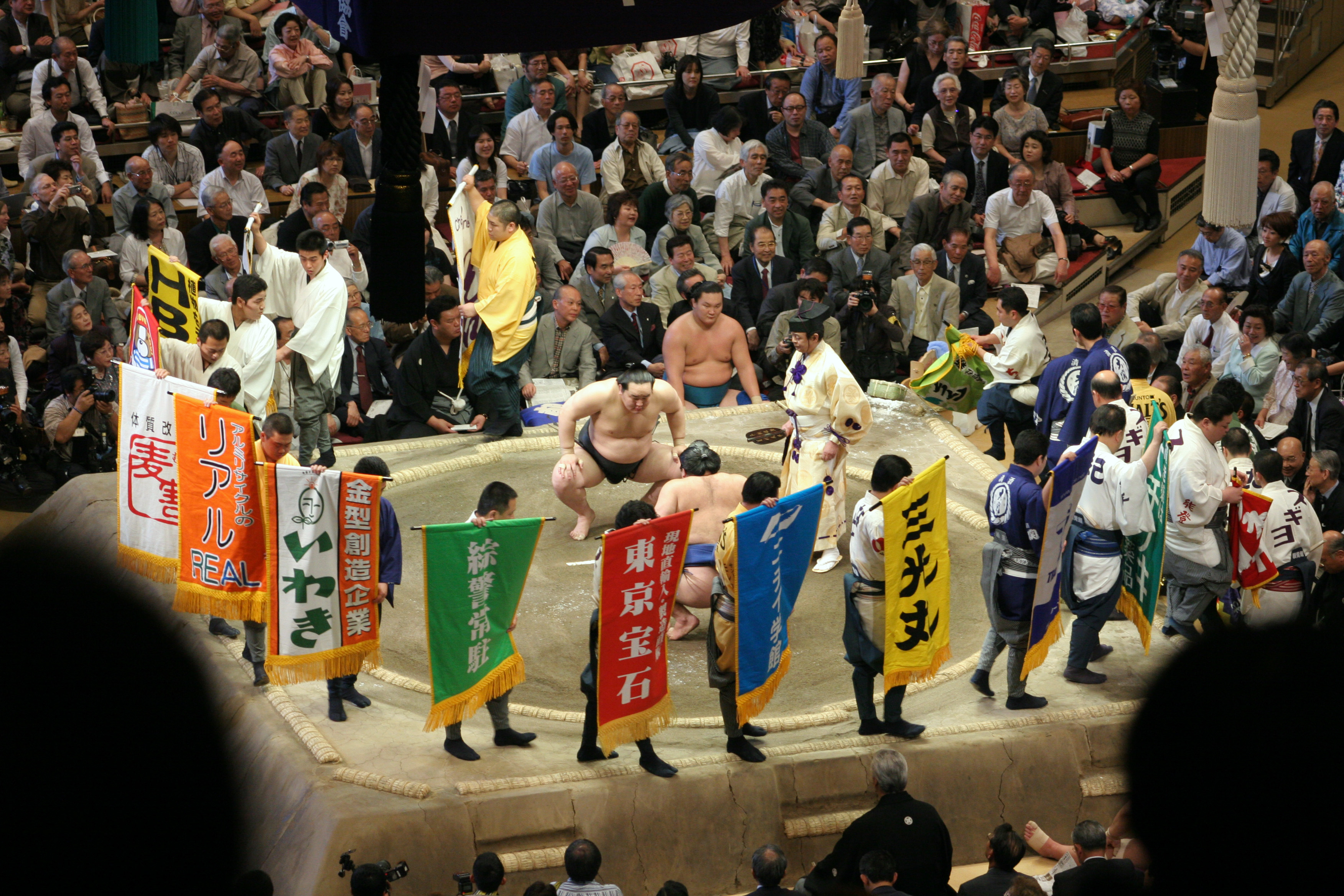
Prezentacja banerów sponsorów turnieju
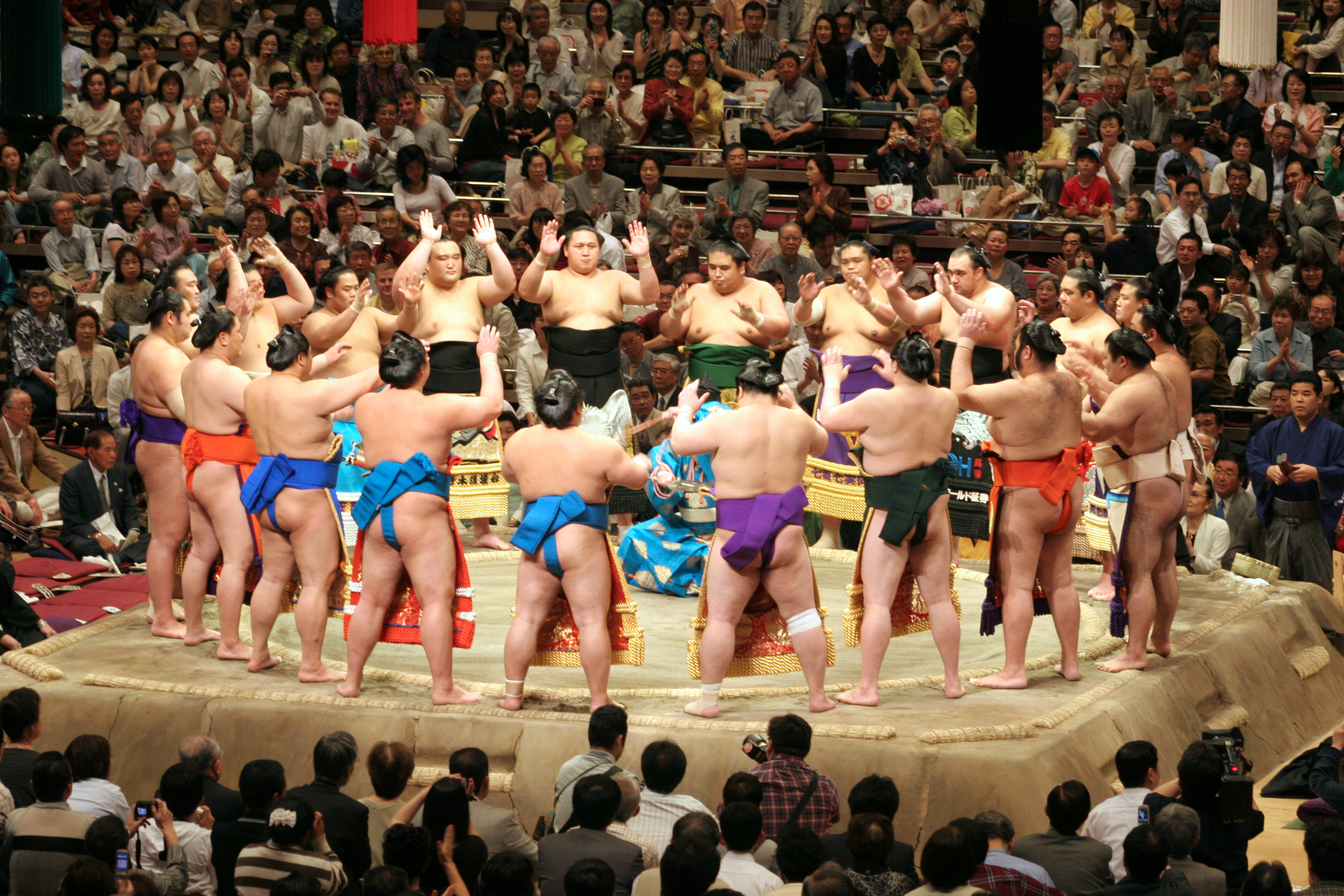
Ceremonia poprzedzająca rozpoczęcie walk
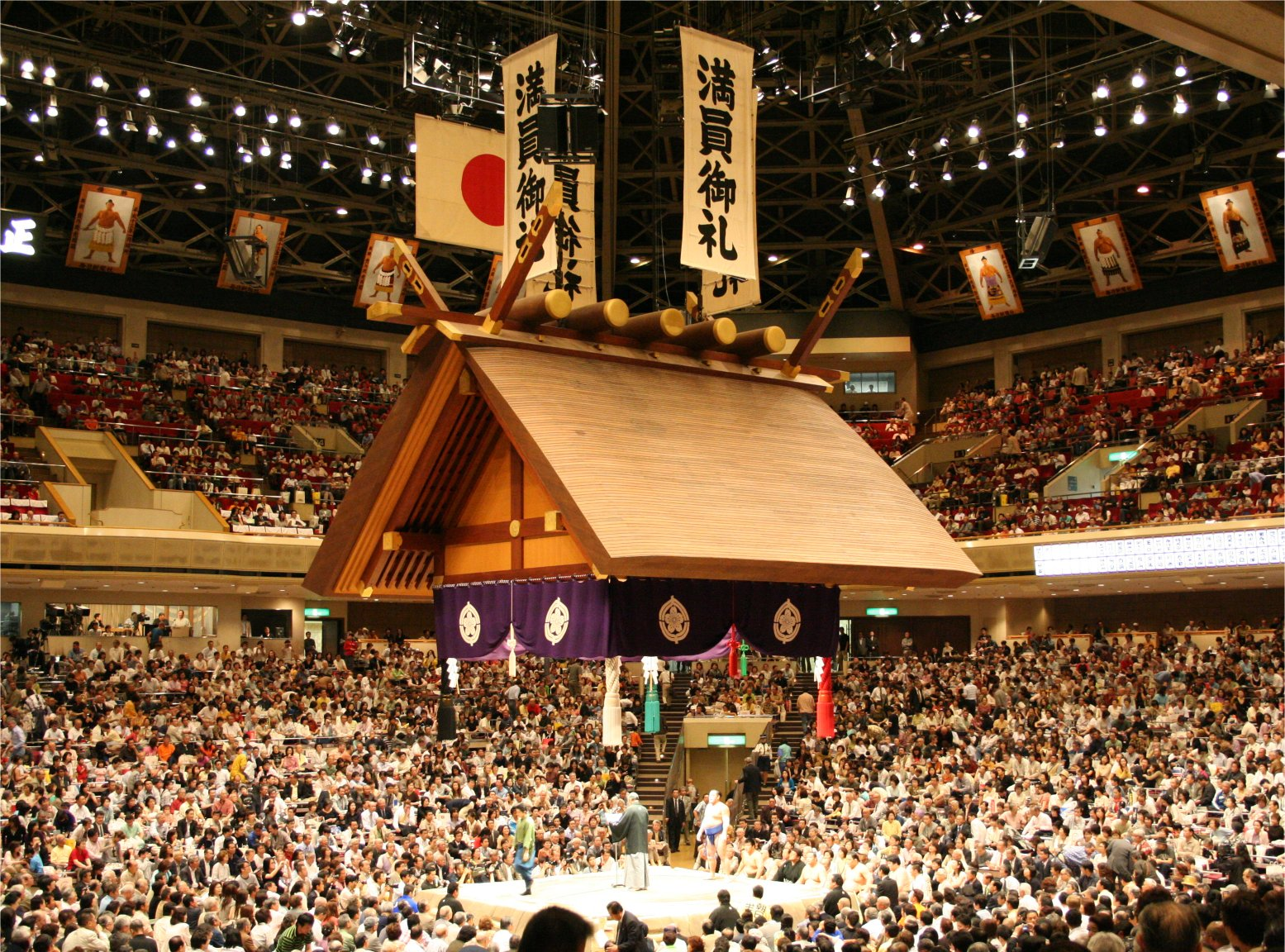
Tsuriyane – podwieszony dach ponad ringiem (dohyō), w stylu chramu shintō